# Керслеті
Ке́рслеті (ест. Kersleti küla, швед. Kärrslätti) — село в Естонії, у волості Вормсі повіту Ляенемаа.

## Населення
Чисельність населення на 31 грудня 2011 року становила 5 осіб.

## Географія
Село розташоване в північно-західній частині острова Вормсі.
На північ від села лежить озеро Керслеті (Kersleti järv).
Через населений пункт проходить автошлях 16131.